# تيلوك إنتان
تيلوك إنتان (الصينية: 安順) هي مدينة في منطقة هيلير بيراك، بيراك، ماليزيا. وهي عاصمة المقاطعة وأكبر مدينة في منطقة هيلير بيراك وثالث أكبر مدينة في ولاية بيراك حيث يقدر عدد سكانها بنحو 120،000 نسمة، أي حوالي نصف سكان منطقة هيلير بيراك (232،900 نسمة).
في الأيام الأولى، كانت المدينة تعرف باسم تيلوك ماك إنتان، وفي عام 1982 خلال الذكرى المئوية لإنشاء المدينة، تم تغيير الاسم مرة أخرى إلى تلوك إنتان (خليج الماس) من قبل سلطان بيراك. يعد برج تيلوك إنتان المائل أحد المعالم السياحية في المدينة. المدينة لديها عدد من المباني الاستعمارية والمخازن الصينية جنبا إلى جنب مع المباني الحديثة، عدد قليل من المجمعات التسوق والسينما الحديثة.